# USCGC Waesche (WMSL-751)
USCGC Waesche (WMSL-751) — другий куттер типу «Ледженд» берегової охорони США. Названий на честь адмірала берегової охорони США Рассела Вейши. Призначений для забезпечення національної безпеки, охорони територіальних вод, захисту рибальських промислів і навколишнього середовища, проведення пошуково-рятувальних операцій, надання допомоги потерпілим.

## Історія будівництва

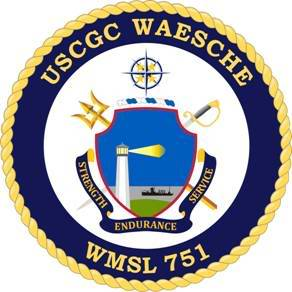
Емблема корабля

Контракт на будівництво був підписаний в січні 2001 року. 11 вересня 2006 року, в п'яту річницю терактів 11 вересня 2001 року, на верфі Northrop Grumman Corporation (NOC) в Паскагула, штат Міссісіпі, відбулася церемонія закладки кіля. На 11 вересня 2007 року готовність катери склала 33%. 26 липня 2008 року відбулася церемонія хрещення. Хрещеною матір'ю стала Marilla Waesche Pivonka. 17 серпня 2009 завершив перші ходові випробування в Мексиканській затоці.1 жовтня 2009 завершив приймально-здавальні випробування в Мексиканській затоці. В ході випробувань проведена велика перевірка двигуна, електромереж, бойової живучості та бойових систем корабля. 6 листопада 2009 року Берегова охорона США прийняла доставку катери. 28 лютого 2010 прибув в порт приписки Аламіда, штат Каліфорнія. 7 травня 2010 року введено в експлуатацію.

## Модернізація
12 вересня 2017 року корабель прибув до верфі Wigor Marine LLC у Сіетлі, щоб почати роботу з модернізації. Вони були покликані вирішити проблеми які унеможливлювали використовувати цей корабель у проектні 30 років експлуатації. Виявлені під час експлуатації недоліки було вирішено та враховано під час будівництва третього USCGC Stratton та четвертого корабля USCGC Hamilton цього типу для Берегової охорони США.

## Пожежа на кораблі
22 вересня 2020 року куттер знаходився в західній частині Тихого океану, коли на борту зайнялася пожежа. Вогонь ліквідували за дев'яносто хвилин.  П'ять членів екіпажу повідомили про незначні поранення, і судно відправилося в Йокосуку для перевірки та ремонту.